# Schotten
Schotten település Németországban, Hessen tartományban. Lakosainak száma 10 053 fő (2023. december 31.).

## Népesség
A település népességének változása:
| Lakosok száma | 10 102 | 10 059 | 10 059 | 9999 | 10 045 | 10 053 |
|               | 2017   | 2018   | 2019   | 2021 | 2022   | 2023   |